# ホットスタンバイ
ホットスタンバイは、コンピュータシステムや通信機器などの障害対策である、冗長化（二重化、多重化）の方法の1つであり、本番機（稼働機、主系）に対して予備機（待機機、バックアップ機、副系）を、通常時から起動した状態にしておく形態（Active-Standby、アクティブ・パッシブ構成）である。
通常時の起動した状態とは、設計や運用により、オペレーティングシステムとコンピュータ・クラスター用のミドルウェアなど最低限が起動している場合や、業務用のミドルウェアやアプリケーションまで起動して本番機と相互監視している場合など、さまざまである。
コールドスタンバイと比較すると、高度な構成・設計・運用などが必要となる場合が多い反面、障害発生時の切り替え時間を含めた業務停止時間が少なく、また障害発生時に本番機で処理中であった処理やデータも一部または全部が早急に引き継げるものもある、などの利点がある。
ホットスタンバイとコールドスタンバイの中間的な形態はウォームスタンバイと呼ばれる場合があるが、どのような範囲をどう呼ぶかは、定義やソフトウェアによって異なる。
なお、サーバロードバランスやグリッド・コンピューティングなど、複数のマシンが本番処理を並行処理している形態では、障害対策を兼ねている場合であっても、それぞれが本番機として同時稼働しているため、通常は「ホットスタンバイ」とは呼ばない。